# アルバン・レムゾー
アルバン・レムゾー（Albin Georges Lermusiaux、1874年8月9日 - 1940年1月20日）は、フランスの陸上競技選手及び射撃選手である。セーヌ＝サン＝ドニ県ノワジー＝ル＝セック出身。彼は1896年に開催されたアテネオリンピックに出場して、1500メートル競走で3位になった。

## 経歴
レムゾーはこのオリンピックで、陸上競技では1500メートル競走の他にも、800メートル競走とマラソンに参加した。
この大会の1500メートル競走は、予選なしの決勝レースのみで行われた。レムゾーはレースの殆どの局面で先頭を走っていたが、最後の直線勝負でオーストラリアのエドウィン・フラックとアメリカ合衆国のアーサー・ブレイクに抜かれて3位となった。このときの彼の記録は4分37秒0であった。
800メートル競走では、予選2組で2分16秒6の記録を出して1位となったが、決勝には出場しなかった。800メートル競走の翌日に開催されたマラソンに出場したレムゾーは、32キロの地点で棄権した。
レムゾーは、陸上競技のほかに射撃競技にも参加した。彼の出場した200mミリタリーライフル個人では、決勝に進めなかったため順位などは不明である。